# 李學燈

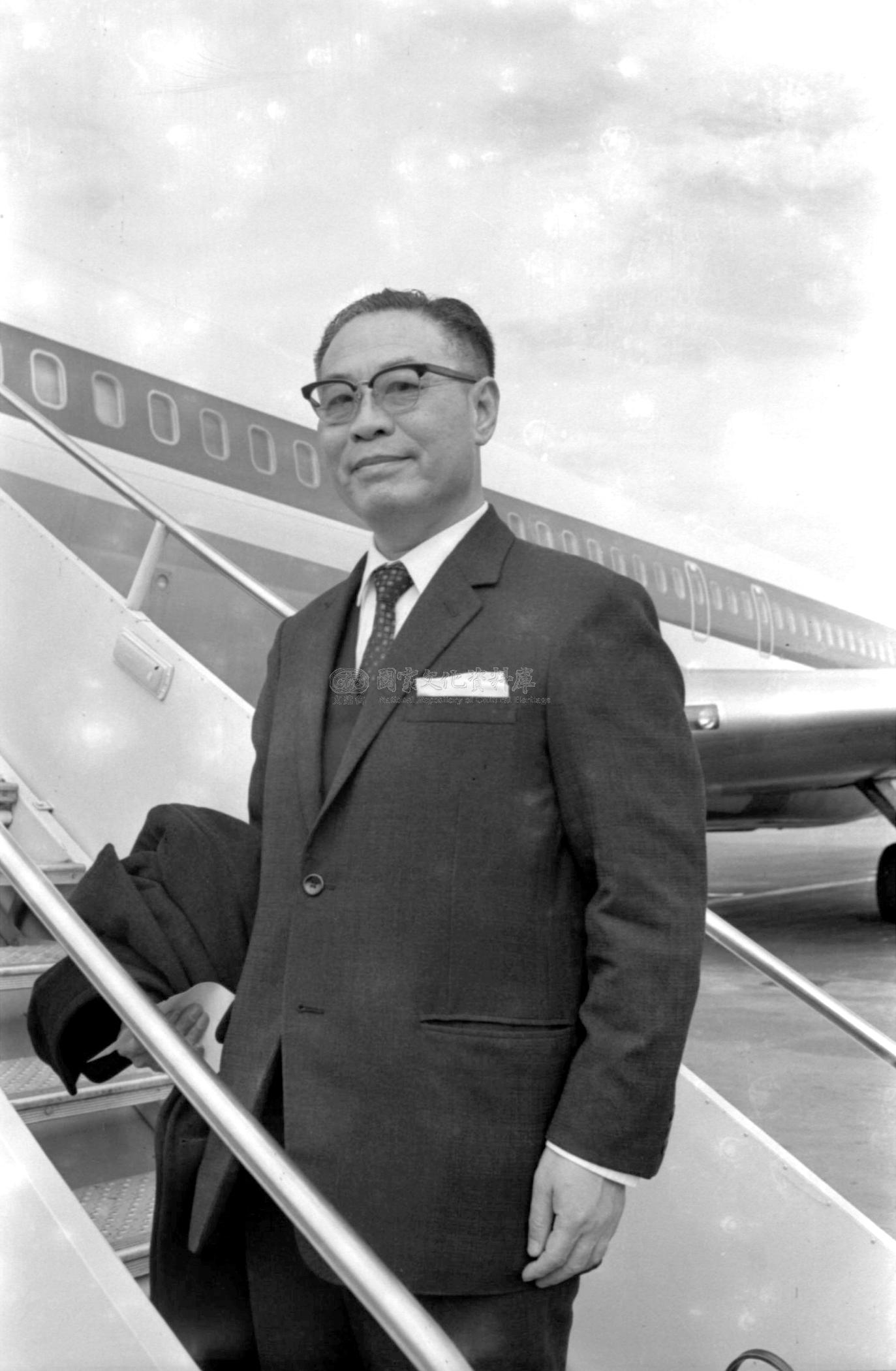
攝於1970年

李學燈（1909年1月24日—1998年10月18日），中華民國法學家，法官。證據法學家。江蘇阜寧人。
1931年（民國21年）畢業於国立中央大学（南京大學）法律學系。 1933年（民國22年）參加中華民國第二屆高等考試，獲第一名，被稱為第二屆「民國狀元」。曾任貴州高等法院院長等職。後到臺灣。曾出任第三届司法院大法官。1993年（民國82年）被評為教育部第卅七屆學術獎法科得獎人。

## 著作
- 《證據法比較研究》